# 散景

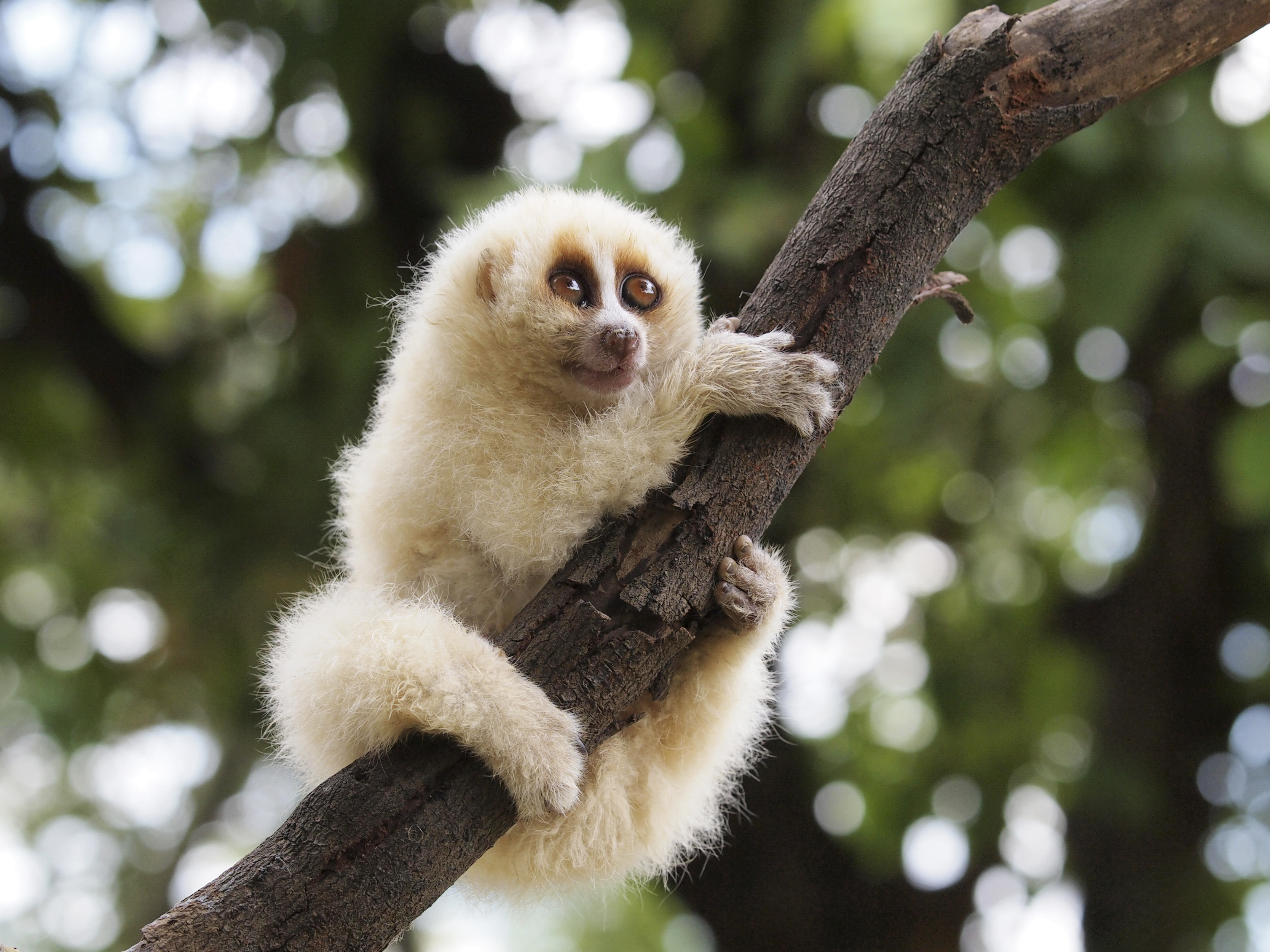
典型的圓形散景
（f/4.5；焦距50mm）

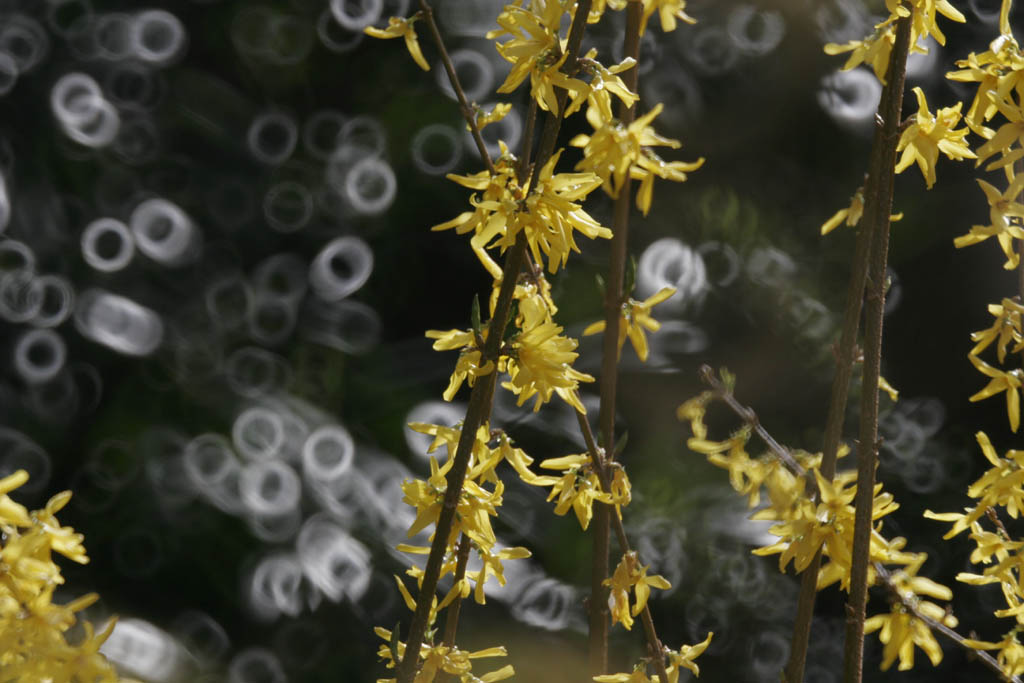
折反射式鏡頭造成的獨特甜甜圈狀散景
（f/5.6；焦距500mm）

散景（英語：Bokeh）亦称焦外，是一個攝影名詞，一般表示在景深較淺的攝影成像中，落在景深以外的畫面，會有逐漸產生鬆散模糊的效果。散景效果有可能因為攝影技巧或光圈孔形狀的不同，而產生各有差異的效果。例如鏡頭本身的光圈葉片數不同（所形成的光圈孔形狀不同），會讓圓形散景呈現不同的多角形變化。此外，反射式鏡頭焦外的散景，會呈現獨有的甜甜圈形狀。